# Tournoi des Six Nations des moins de 20 ans 2008
Navigation
Tournoi des moins de 20 ans 2009
Le Tournoi des Six Nations des moins de 20 ans 2008 est une compétition de rugby à XV qui s'est déroulée de février à mars 2008. Il s'agit de la première compétition du Tournoi des moins de 20 ans, né de la fusion des Tournois des moins de 19 ans et de celui des moins de 21 ans. L'équipe d'Angleterre remporte cette première édition du en réalisant un Grand chelem.

## Le classement
| Rang | Nation             | J | V | N | D | Pm  | Pe  | Diff | Pts |
| ---- | ------------------ | - | - | - | - | --- | --- | ---- | --- |
| 1    | Angleterre -20     | 5 | 5 | 0 | 0 | 158 | 63  | +95  | 10  |
| 2    | Pays de Galles -20 | 5 | 4 | 0 | 1 | 106 | 73  | +33  | 8   |
| 3    | France -20         | 5 | 3 | 0 | 2 | 84  | 77  | +7   | 6   |
| 4    | Irlande -20        | 5 | 2 | 0 | 3 | 56  | 90  | -34  | 4   |
| 5    | Italie -20         | 5 | 1 | 0 | 4 | 54  | 100 | -46  | 2   |
| 6    | Écosse -20         | 5 | 0 | 0 | 5 | 56  | 111 | -55  | 0   |

|  | Vainqueur du tournoi |

## Les matchs
Première journée :
| Le 1er février 2008 au Falkirk Stadium               | Écosse -20     | 6 - 12  | France -20         |
| Le 1er février 2008 au Dunbarry Park, Athlone        | Irlande -20    | 6 - 0   | Italie -20         |
| Le 1er février 2008 au Kingsholm Stadium, Gloucester | Angleterre -20 | 28 - 15 | Pays de Galles -20 |

Deuxième journée :
| Le 8 février 2008 à Auch, près de Toulouse   | France -20         | 24 - 13 | Irlande -20    |
| Le 8 février 2008 au Rodney Parade, Newport  | Pays de Galles -20 | 27 - 10 | Écosse -20     |
| Le 9 février 2008 au Stade La Sciorba, Gênes | Italie -20         | 13 - 22 | Angleterre -20 |

Troisième journée :
| Le 22 février 2008 au Rodney Parade, Newport    | Pays de Galles -20 | 33 - 13 | Italie -20     |
| Le 22 février 2008 au Dubarry Park, Athlone     | Irlande -20        | 17 - 12 | Écosse -20     |
| Le 22 février 2008 au Stade des Alpes, Grenoble | France -20         | 6 - 24  | Angleterre -20 |

Quatrième journée :
| Le 7 mars 2008 au Falkirk Stadium               | Écosse -20  | 15 - 41 | Angleterre -20     |
| Le 7 mars 2008 au Dubarry Park, Athlone         | Irlande -20 | 6 - 11  | Pays de Galles -20 |
| Le 8 mars 2008 à Porto-Vecchio, en Corse-du-Sud | France -20  | 26 - 14 | Italie -20         |

Cinquième journée :
| Le 14 mars 2008 au Rodney Parade, Newport            | Pays de Galles -20 | 20 - 16 | France -20  |
| Le 14 mars 2008 au Stadio Comunale, Mogliano, Venise | Italie -20         | 14 - 13 | Écosse -20  |
| Le 14 mars 2008 au Kingsholm Stadium, Gloucester     | Angleterre -20     | 43 - 14 | Irlande -20 |